# Pośrednia (szkółkarstwo)
Pośrednia, wstawka – w szkółkarstwie fragment pędu wszczepiany pomiędzy podkładkę a odmianę szlachetną. Najczęściej ma na celu likwidację niezgodności fizjologicznej pomiędzy oboma komponentami, choż może także zwiększać mrozoodporność lub osłabiać wzrost. Jako wstawkę często stosuje się odmianę szlachetną, o której wiadomo, że dobrze zrasta się z oboma komponentami. Niekiedy jako pośrednią stosuje się fragment innej podkładki. W szkółkarstwie sadowniczym wstawka często jest stosowana w produkcji drzewek grusz na wegetatywnie rozmnażanej pigwie. Odmianami grusz stosowanymi jako wstawka w Polsce są 'Komisówka' lub 'Bera Hardy'.